# قنطريون كبريتي
القنطريون الكبريتي واسمه العلمي (باللاتينية: Centaurea sulphurea) نوع نباتي ينتمي إلى جنس القنطريون من الفصيلة النجمية.
موطنه مناطق حوض البحر الأبيض المتوسط في جنوب أوروبا.